# One -one for all-
One -one for all- (estilizado como ONE -one for all-) é o segundo álbum da banda japonesa de visual kei rock Fanatic Crisis, lançado em 4 de março de 1998 pela gravadora For Life. Foi considerado um dos melhores álbuns japoneses de 1989 a 1998 em uma edição da revista musical Band Yarouze.
Os singles do álbum são "Super Soul", "Sleeper", tema de encerramento do programa de televisão Sunday Jungle e "One -you are the one-", que foi tema do programa de televisão Kiseki taiken! Anbiribabō. Em 2019, Tsutomu Ishizuki, Kazuya e Shun se reuniram como uma subunidade da banda, chamada Fantastic Circus. Os singles do álbum foram incluídos no álbum de grandes êxitos Tenseism lançado pelo trio em março de 2023. Além disso, um novo videoclipe para "One -You are the One-" foi lançado em fevereiro de 2023.

## Visão geral e lançamento
A popularidade de Fanatic Crisis começou a crescer em 1996, quando o single "Tsuki no Hana" foi distribuído por uma grande gravadora (major). Depois de mais um single, dessa vez distribuído pela Mercury, a banda conseguiu um contrato definitivo com a For Life Records em 1997. "Super Soul" foi lançado em agosto como seu primeiro trabalho produzido por uma gravadora major. Foi seguido por "Sleeper" em outubro e "One -you are the one-" em janeiro. Após o lançamento de One -one for all- em março, a banda embarcou na turnê Naked Tour 1998.

## Recepção crítica
CD Journal, em crítica ao álbum, elogiou a atmosfera animadora e afirmou que "músicas pesadas e chamativas são visíveis por toda parte". Usuários do Sputnikmusic deram ao álbum 4.5 estrelas.

## Desempenho comercial
Alcançou a quinta posição na Oricon Albums Chart, permanecendo na parada por sete semanas e vendendo cerca de 119,360 cópias. One -one for all- é o álbum de Fanatic Crisis que alcançou a maior posição na parada, apesar de ser o segundo mais vendido, atrás apenas do álbum seguinte The.Lost.Innocent. Na Billboard Japan, o álbum alcançou a 9ª posição.
Os singles "Super Soul" e "Sleeper" alcançaram a 23ª posição na Oricon Singles Chart. Já "One -you are the one-" chegou a 14ª posição e se tornou o terceiro single mais vendido da banda, atrás de dois singles do álbum seguinte, e também figurou na Billboard Japan, em 19ª lugar.

## Faixas
Todas as letras escritas por Tsutomu Ishizuki. 
| N.º            | Título                                 | Música           | Duração |  |
| 1.             | "Rewind for One"                       |                  | 0:55    |  |
| 2.             | "Freedom"                              | Tsutomu Ishizuki | 5:36    |  |
| 3.             | "Circus" (サーカス)                    | Kazuya           | 3:26    |  |
| 4.             | "Super Soul"                           | Kazuya           | 4:43    |  |
| 5.             | "Dokusaisha" (独裁者)                  | Tsutomu Ishizuki | 3:38    |  |
| 6.             | "Speed Collector" (スピードコレクター) | Ryuji            | 4:44    |  |
| 7.             | "Night Shadow"                         | Shun             | 4:39    |  |
| 8.             | "Still Alone"                          | Kazuya           | 4:52    |  |
| 9.             | "Sleeper"                              | Tsutomu Ishizuki | 5:14    |  |
| 10.            | "Hysteric Earth"                       | Kazuya           | 2:58    |  |
| 11.            | "One -one for all-"                    | Shun             | 4:51    |  |
| 12.            | "one for the future/z"                 |                  | 2:45    |  |
| Duração total: | Duração total:                         | Duração total:   | 48:34   |  |

## Ficha técnica
- Tsutomu Ishizuki – vocais
- Kazuya – guitarra solo
- Shun – guitarra rítmica
- Ryuji – baixo
- Tohru – bateria